# Georg Mohr
Jørgen Mohr (latiniseret som Georg(ius) Mohr) (1640 i København – 1697 i Kieslingswalde nær Görlitz i Tyskland) var en dansk matematiker. Han foretog rejser til Nederlandene, Frankrig og England. 
Hans eneste originale bidrag til matematikken var, at han beviste den sætning, at enhver geometrisk konstruktion, som kan udføres med passer og lineal, også kan udføres med passer alene. Han offentliggjorde sit bevis i bogen Euclides Danicus, Amsterdam 1672.
Denne bog blev imidlertid totalt overset i 250 år, og æren for opdagelsen gik til italieneren Lorenzo Mascheroni, som uafhængigt af Mohr beviste sætningen i 1797.
Først i 1928 blev sagen opklaret, idet en ung matematikstuderende fandt et eksemplar af bogen hos en københavnsk antikvarboghandler. Han viste den til professor Johannes Hjelmslev, som straks indså fundets betydning. Bogen blev samme år genudgivet i faksimile med en indledning af Hjelmslev.
Mohrs prioritet er nu internationalt anerkendt, og man taler om "Mohr–Mascheronis sætning".
Man ser undertiden den påstand, at Mohrs bog var ukendt, indtil et eksemplar dukkede op i 1928. Dette er urigtigt: Bogen er registreret bl.a. i Bibliotheca danica og i Niels Nielsen, Matematiken i Danmark 1528–1800 (1912). Men ingen havde gjort sig den ulejlighed at studere dens indhold.
Georg Mohr har lagt navn til Georg Mohr-Konkurrencen, som er en årlig matematikkonkurrence for gymnasieelever i Danmark. 

## Henvisning
- MathWorld Mascheroni Construction
- Georg Mohr-Konkurrencen

1. ↑  Navnet er anført på engelsk og stammer fra Wikidata hvor navnet endnu ikke findes på dansk.
2. ↑  Navnet er anført på engelsk og stammer fra Wikidata hvor navnet endnu ikke findes på dansk.